# Carol Flint
Carol Flint (...) è una produttrice televisiva e sceneggiatrice statunitense, divenuta famosa per il suo lavoro in E.R. - Medici in prima linea e West Wing - Tutti gli uomini del Presidente.

## Biografia
Flint cominciò la sua carriera di sceneggiatrice con la serie televisiva China Beach (1988-1991). Dopo la chiusura di quella serie iniziò a lavorare sulla serie televisiva Avvocati a Los Angeles nel 1986, scrivendo gli episodi  "The Nut Before Christmas," "From Here to Paternity" e "Love in Bloom".
Nel 1994 ha iniziato a lavorare alla serie E.R. - Medici in prima linea, della quale era anche coproduttrice. Ha scritto ed è stata produttrice esecutiva della serie Earth 2 - Progetto Eden (1994-1995), che ebbe breve vita. Nel 1999 ha iniziato a lavorare a West Wing - Tutti gli uomini del Presidente, della quale ha scritto 5 episodi. In seguito è stata sceneggiatrice e coproduttrice delle serie The Court, della quale furono prodotti sei episodi ma solo quattro andarono in onda. Nel 2006 Flint ha coprodotto le serie televisive The Unit e Six Degrees - Sei gradi di separazione. Ha completato un progetto per Warner Bros., intitolato How It Was with Dooms. Fino al 2009, è stata anche consulente di produzione o coproduttore esecutivo di Royal Pains della quale è stata anche autrice di diversi episodi.

## Sceneggiatore

### Cinema
- Duma, regia di Carroll Ballard (2005)

### Televisione
- Avvocati a Los Angeles – serie TV (1991)
- China Beach (1988)
- The Big Time, regia di Paris Barclay – film TV (2002)
- West Wing - Tutti gli uomini del Presidente – serie TV (2003-2006)
- The Big Time – serie TV (2002)
- The Court (2002)
- E.R. - Medici in prima linea (ER) – serie TV (1995-1999)
- Earth 2 - Progetto Eden (1994-1995)
- Royal Pains – serie TV (2009-2011)
- The Unit (2006)
- Designated Survivor – serie TV, 1 episodio (2017)

## Produttore
- Royal Pains (2009-2011)
- The Unit (2006)
- West Wing - Tutti gli uomini del Presidente (2003-2006)
- Six Degrees - Sei gradi di separazione (2006)
- The Big Time (2002)
- The Court (2002)
- E.R. - Medici in prima linea (1994)
- Earth 2 - Progetto Eden (1994)
- China Beach (1988)
- Avvocati a Los Angeles (1986)